# Barth-Syndrom
Das Barth-Syndrom oder 3-Methylglutaconazidurie Typ 2 ist eine sehr seltene, angeborene, zu den 3-Methylglutaconazidurien gehörende Stoffwechselstörung der Phospholipide mit den Hauptmerkmalen einer Dilatativen Kardio- und Skelettmuskel-Myopathie, einer Neutropenie, Wachstumsverzögerung und Methylglutaconazidurie.
Synonyme sind: BTHS; Kardioskelettale Myopathie - Neutropenie, X-chromosomal; Kardioskelettale Myopathie-Neutropenie-Syndrom; MGA2; X-chromosomale kardioskelettale Myopathie und Neutropenie
Die Bezeichnung bezieht sich auf den Erstautoren der Erstbeschreibung aus dem Jahre 1981 durch den niederländischen Neuropädiater Peter G. Barth und Mitarbeiter.
Ein früherer Bericht aus dem Jahre 1979 durch H. B. Neustein beschreibt möglicherweise bereits das gleiche Krankheitsbild.

## Verbreitung
Die Häufigkeit wird mit 1 zu 300.000 bis 400.000 angegeben, die Vererbung erfolgt X-chromosomal-rezessiv.

## Ursache
Der Erkrankung liegen Mutationen im TAZ-Gen im X-Chromosom an Genort q28 zugrunde, welches für die Taz1p Acyltransferase kodiert, das im Cardiolipin-Stoffwechsel beteiligt ist.

## Klinische Erscheinungen
Klinische Kriterien sind:
- eventuell bereits In utero Herzinsuffizienz, Hydrops fetalis oder Fehlgeburt
- Krankheitsbeginn meist während des ersten Lebensjahres
- Endokardiale Fibroelastose und / oder Non-Compaction-Kardiomyopathie
- Plötzlicher Herztod aufgrund ventrikulärer Arrhythmie
- meist proximale Skelettmuskelschwäche
- Neigung zu Hypoglykämie beim Neugeborenen
- in 90 % Neutropenie mit Tendenz zu Septikämie, schwerer Sepsis

Häufig sind auch wiederholte Diarrhoen sowie Gesichtsauffälligkeiten mit pausbäckigem Gesicht, tiefliegenden Augen und großen Ohren.

## Diagnose
Die Diagnose beruhte ursprünglich auf dem Nachweis der erhöhten Urin-Ausscheidung von 3-Methylglutaconsäure mit anschließender DNA-Sequenzierung.
Da die Methylglutaconsäure oft nicht erhöht ist, wird heute das Verhältnis von Monolysocardiolipin (MLCL) zu Cardiolipin (CL) getestet.

## Differentialdiagnose
Abzugrenzen sind:
- angeborene Kardiomyopathien
- idiopathische Neutropenien.

## Therapie
Unbehandelt versterben die Betroffenen bereits in der Kindheit.